# Elmohardyia nicaraguensis
Elmohardyia nicaraguensis är en tvåvingeart som beskrevs av José Albertino Rafael 2004. Elmohardyia nicaraguensis ingår i släktet Elmohardyia och familjen ögonflugor.
Artens utbredningsområde är Nicaragua. Inga underarter finns listade i Catalogue of Life.